# 奧布塞爾福克斯 (紐約州)
奧布塞爾福克斯（英語：Au Sable Forks）是位於美國紐約州克林頓縣的普查規定居民點。

## 人口
根據2020年美國人口普查的數據，奧布塞爾福克斯的面積為6.54平方千米，當中陸地面積為6.42平方千米，而水域面積為0.12平方千米。當地共有人口509人，而人口密度為每平方千米77.83人。